# Radek Matějek
Radek Matějek (Petřvald, 5 februari 1973) is een Tsjechisch voormalig voetbalscheidsrechter. Hij was in dienst van FIFA en UEFA tussen 2004 en 2013. Ook leidde hij tot 2013 wedstrijden in de Synot Liga.
Op 27 juni 2004 leidde Matějek zijn eerste wedstrijd in Europees verband tijdens een wedstrijd tussen Dila Gori en Marek Doepnitsa in de eerste ronde van de Intertoto Cup; het eindigde in 0–2 en de Tsjechiër hield zijn kaarten op zak. Zijn eerste interland floot hij op 15 november 2006, toen Oostenrijk met 4–1 won van Trinidad en Tobago door drie doelpunten van René Aufhauser en een van Ferdinand Feldhofer. Tijdens dit duel hield Matějek zijn kaarten op zak.

## Interlands
| Datum            | Plaats                 | Wedstrijd                       | Uitslag | Competitie           | Kreeg geel | Kreeg voor de tweede keer geel en dus rood | Weggestuurd |
| ---------------- | ---------------------- | ------------------------------- | ------- | -------------------- | ---------- | ------------------------------------------ | ----------- |
| 15 november 2006 | Wenen, Oostenrijk      | Oostenrijk – Trinidad en Tobago | 4 – 1   | Vriendschappelijk    | 0          | 0                                          | 0           |
| 22 augustus 2007 | Belfast, Noord-Ierland | Noord-Ierland – Liechtenstein   | 3 – 1   | EK 2008 kwalificatie | 3          | 0                                          | 0           |
| 11 oktober 2008  | Tbilisi, Georgië       | Georgië – Cyprus                | 1 – 1   | EK 2010 kwalificatie | 6          | 0                                          | 0           |
| 11 augustus 2010 | Bratislava, Slowakije  | Slowakije – Kroatië             | 1 – 1   | Vriendschappelijk    | 2          | 0                                          | 0           |
| 17 november 2010 | Helsinki, Finland      | Finland – San Marino            | 8 – 0   | EK 2012 kwalificatie | 3          | 0                                          | 0           |